# Epipiropídeos
Epipiropídeos (Epipyropidae) é uma família de insectos da ordem Lepidoptera.